# Riitta-Liisa Roponen
Riitta-Liisa Roponen (n. 6 mai 1978, Haukipudas, Oulu, Finlanda) este o schioară de fond finlandeză, medaliată olimpică. A participat la 4 ediții ale Jocurilor Olimpice (2002, 2006, 2010, 2014) în care a câștigat o medalie de bronz.